# (35269) Idéfix
(35269) Idéfix ist ein Asteroid des inneren Hauptgürtels, der am 21. August 1996 von dem tschechischen Astronomenehepaar Jana Tichá und Miloš Tichý am Kleť-Observatorium (IAU-Code 046) bei Český Krumlov entdeckt wurde.
Der mittlere Durchmesser des Asteroiden wurde mit 3,070 km (± 0,047) berechnet, die Albedo mit 0,271 (± 0,059).
(35269) Idéfix ist nach der Comicfigur Idefix benannt. Die Benennung erfolgte durch die Internationale Astronomische Union (IAU) am 23. September 2010. Am selben Tag wurde ein Hauptgürtelasteroid nach Miraculix benannt, und zwar (35268) Panoramix (nach dem Namen des Druiden im französischen Original).